# Florian Taulemesse
Florian Taulemesse, né le 31 janvier 1986 à Bagnols-sur-Cèze en France, est un footballeur français. Il évolue au poste d'attaquant.

## Biographie
Lors de la saison 2011-2012, il joue 39 matchs en deuxième division espagnole avec le club du CE Sabadell, inscrivant 6 buts.
Lors de la saison 2014-2015, il marque 17 buts en deuxième division belge avec le club du KAS Eupen.

## Palmarès
AEK Larnaca
- Championnat de Chypre :
  - Vice-Champion : 2017